# Ableiges
Ableiges est une commune française située dans le département du Val-d'Oise en région Île-de-France.

## Géographie

### Localisation
Le village se situe dans la vallée de la Viosne, petite rivière du Vexin français, formant les marais d'Ableiges.
|           | Frémécourt      | Cormeilles-en-Vexin   |
| Us, Vigny | Ableiges        | Montgeroult           |
|           | Longuesse, Sagy | Courcelles-sur-Viosne |

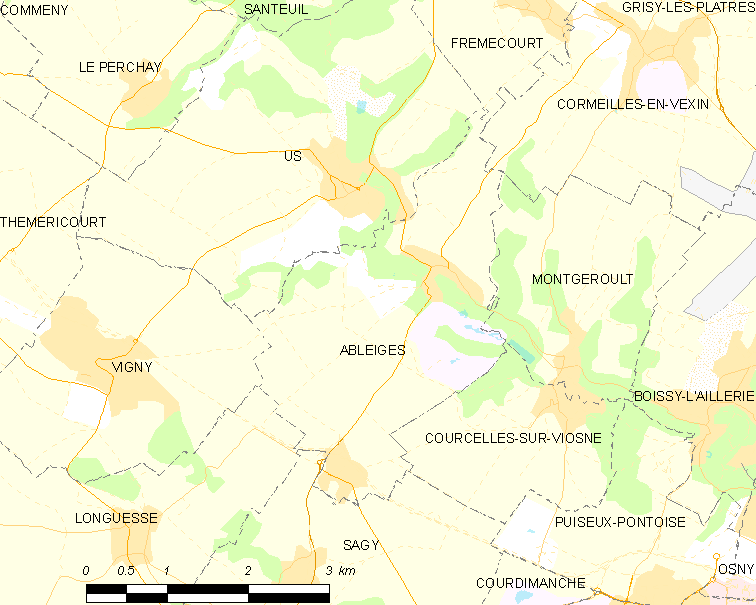
Carte de la commune.
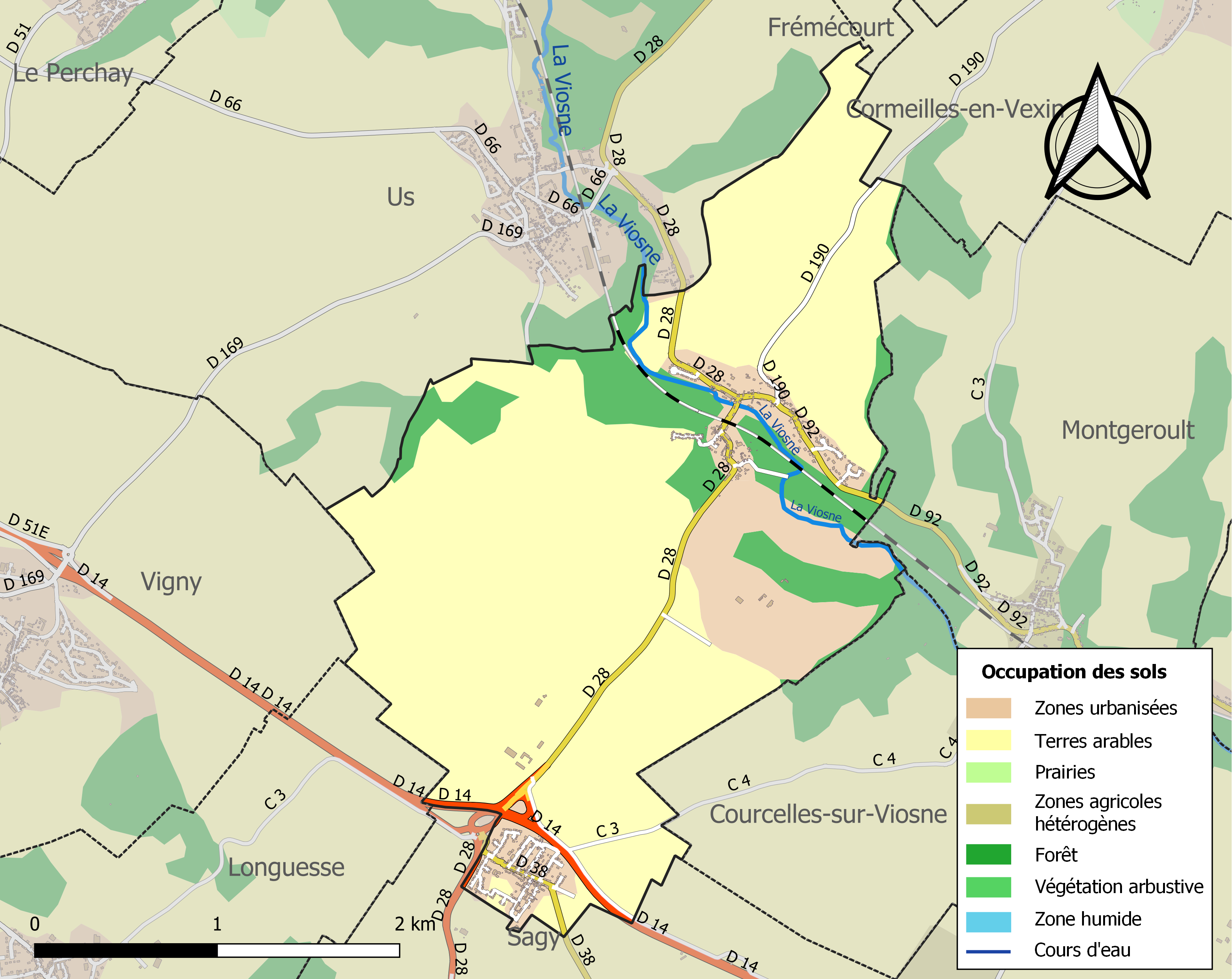
Occupation des sols.

### Climat
Pour des articles plus généraux, voir Climat de l'Île-de-France et Climat du Val-d'Oise.
En 2010, le climat de la commune est de type climat océanique dégradé des plaines du Centre et du Nord, selon une étude du CNRS s'appuyant sur une série de données couvrant la période 1971-2000. En 2020, Météo-France publie une typologie des climats de la France métropolitaine dans laquelle la commune est exposée à un climat océanique et est dans la région climatique Sud-ouest du bassin Parisien, caractérisée par une faible pluviométrie, notamment au printemps (120 à 150 mm) et un hiver froid (3,5 °C).
Pour la période 1971-2000, la température annuelle moyenne est de 11,3 °C, avec une amplitude thermique annuelle de 14,8 °C. Le cumul annuel moyen de précipitations est de 668 mm, avec 12,1 jours de précipitations en janvier et 7,9 jours en juillet. Pour la période 1991-2020, la température moyenne annuelle observée sur la station météorologique la plus proche, située sur la commune de Boissy-l'Aillerie à 5 km à vol d'oiseau, est de 11,2 °C et le cumul annuel moyen de précipitations est de 635,8 mm,. Pour l'avenir, les paramètres climatiques de la commune estimés pour 2050 selon différents scénarios d'émission de gaz à effet de serre sont consultables sur un site dédié publié par Météo-France en novembre 2022.
| Mois                                  | jan.             | fév.           | mars           | avril           | mai           | juin          | jui.          | août          | sep.            | oct.          | nov.             | déc.           | année      |
| ------------------------------------- | ---------------- | -------------- | -------------- | --------------- | ------------- | ------------- | ------------- | ------------- | --------------- | ------------- | ---------------- | -------------- | ---------- |
| Température minimale moyenne (°C)     | 1,6              | 1,4            | 3,2            | 4,8             | 8,2           | 11            | 12,9          | 12,8          | 10              | 7,7           | 4,4              | 2,1            | 6,7        |
| Température moyenne (°C)              | 4,3              | 4,8            | 7,6            | 10,2            | 13,6          | 16,7          | 18,9          | 18,8          | 15,5            | 11,9          | 7,5              | 4,7            | 11,2       |
| Température maximale moyenne (°C)     | 7                | 8,2            | 12             | 15,6            | 19            | 22,3          | 24,9          | 24,9          | 21              | 16            | 10,7             | 7,4            | 15,8       |
| Record de froid (°C) date du record   | −17,8 17.01.1985 | −15,4 07.02.12 | −11,1 13.03.13 | −4,6 12.04.1986 | −1,6 06.05.19 | 1 05.06.1991  | 4 01.07.1960  | 3,1 26.08.18  | −0,6 20.09.1952 | −5,2 28.10.03 | −10,2 24.11.1998 | −16 07.12.1969 | −17,8 1985 |
| Record de chaleur (°C) date du record | 15,5 05.01.1999  | 20 27.02.19    | 25,6 31.03.21  | 29,3 18.04.1949 | 32,5 27.05.05 | 37,1 27.06.11 | 41,6 25.07.19 | 39,2 12.08.03 | 35,5 08.09.23   | 28,8 01.10.11 | 21,7 01.11.14    | 17,4 07.12.00  | 41,6 2019  |
| Précipitations (mm)                   | 54,1             | 45,9           | 46,9           | 43,9            | 59,8          | 50,2          | 51,6          | 55,4          | 46,7            | 58,2          | 54,8             | 68,3           | 635,8      |

## Urbanisme

### Typologie
Au 1er janvier 2024, Ableiges est catégorisée commune rurale à habitat dispersé, selon la nouvelle grille communale de densité à sept niveaux définie par l'Insee en 2022.
Elle est située hors unité urbaine. Par ailleurs la commune fait partie de l'aire d'attraction de Paris, dont elle est une commune de la couronne,. Cette aire regroupe 1 929 communes,.

### Voies de communication et transports
Le sentier de grande randonnée GR1 traverse la commune. Il se prolonge vers Us au nord et Vigny au sud-ouest.

## Toponymie
Ablegum, Ablinguae, Ableges.
L'étymologie du village d'Ableiges (ou Ablege) proviendrait du celtique Ab Leg, pierre.

## Histoire
La découverte de cercueils en pierre se rapportant à l'âge du bronze et du fer, ainsi que de silex taillés permet d'envisager que le site était peuplé à cette époque.
Peuplée dès l'époque antique, la commune, alors appelée Ablingux, conserve des traces de la voie romaine Lutèce-Lillebonne dite chaussée Jules-César au hameau de la Villeneuve-Saint-Martin. Une importante nécropole mérovingienne a été découverte au lieu-dit des Buis ; une stèle funéraire découverte sur le site est visible au musée archéologique de Guiry-en-Vexin.
1071 : la paroisse entre dans le domaine ecclésiastique de l'abbaye de Saint-Denis.
1228 : Pierre de Marines et Philippe d'Ableiges sont seigneurs d'Ableiges.
1259 : Dragon d'Ableiges, chevalier (Droco de Ablegiis, miles) est cité dans une charte.
1382 : Jean de Marines vend son fief d'Ableiges à Amaury d'Orgemont, seigneur de Chantilly, chancelier du duc d'Orléans
1484 : Pierre d'Orgemont, petit-fils d'Amaury, récupère la seigneurie de Marines avec le fief d'Ableiges qui passeront à son neveu Guillaume de Brouillard puis à Colart de Gourlay.
1539 : Nicolas de Pilloix est seigneur d'Ableiges.
1614 : Gilles Ier de Maupeou, intendant, contrôleur général des finances, achète la seigneurie d'Ableiges.
Le 17 février 1671, les terres d'Ableiges et de la Villeneuve Saint-Martin sont érigées en châtellenie, puis en comté, par lettres patentes de décembre 1691, enregistrées au parlement de Paris le 12 mars 1692, pour Gilles IV de Maupeou, comte d'Ableiges, ancien conseiller au parlement reçu maître des requêtes en 1683 et nommé intendant à Riom en 1691, à Poitiers en 1695 puis à Moulins de 1702 à 1705, mort le 11 mai 1727.
Une partie de La Villeneuve-Saint-Martin est réunie à Ableiges en 1834,.
Le 10 septembre 1914, un groupe de soldats allemands armés circulant sur deux automobiles font sauter la voie ferrée en deux endroits.

## Politique et administration

### Rattachements administratifs et électoraux

#### Rattachements administratifs
Antérieurement à la loi du 10 juillet 1964, la commune faisait partie du département de Seine-et-Oise. La réorganisation de la région parisienne en 1964 fit que la commune appartient désormais au département du Val-d'Oise et à son arrondissement de Pontoise après un transfert administratif effectif au 1er janvier 1968.
Elle faisait partie de 1801 à 1967 du canton de Marines de Seine-et-Oise. Lors de la mise en place du Val-d'Oise, la ville intègre le canton de Vigny . Dans le cadre du redécoupage cantonal de 2014 en France, cette circonscription administrative territoriale a disparu, et le canton n'est plus qu'une circonscription électorale.

#### Rattachements électoraux
Pour les élections départementales, la commune est membre depuis 2014 du canton de Pontoise.
Pour l'élection des députés, elle fait partie de la première circonscription du Val-d'Oise.

### Intercommunalité
La commune, initialement membre de la communauté de communes des Trois Vallées du Vexin, est membre, depuis le 1er janvier 2013, de la communauté de communes Vexin centre.
En effet, cette dernière a été constituée le 1er janvier 2013 par la fusion de la communauté de communes des Trois Vallées du Vexin (12 communes), de la communauté de communes Val de Viosne (14 communes) et  de la Communauté de communes du Plateau du Vexin (8 communes), conformément aux prévisions du schéma départemental de coopération intercommunale du Val-d'Oise approuvé le 11 novembre 2011.

### Tendances politiques et résultats
Lors du second tour des élections présidentielles de 2012, les électeurs d'Ableiges ont voté à 56,43 % pour l'UMP Nicolas Sarkozy et à 43,57  % pour le PS François Hollande. 11,11 % des électeurs se sont alors abstenus.
Au second tour des élections présidentielles de 2017, ils ont voté à 57,63 % pour Emmanuel Macron (EM) et 42,37 % pour Marine Le Pen (FN), l'abstention s'élevant à 17,59 % des électeurs inscrits.
Lors des élections européennes de 2019, le taux de participation d’Ableiges est supérieur (62,81 % contre 50,12 % au niveau national). La liste du Rassemblement national arrive en tête, avec 25,58 % des suffrages, contre 23,31 % au niveau national. La liste de la République en Marche obtient 18,89 % des voix, contre 22,41 % au niveau national. La liste d’Europe Écologie Les Verts réalise un score de 15,67 % des votes, contre 13,48 % au niveau national. La liste des Républicains et celle du Parti Socialiste arrivent ex-æquo avec 6,22 % des suffrages, contre respectivement 8,48 % et 6,13 % au niveau national. La liste de l’Union des Démocrates et Indépendants obtient 5,53 % des voix, contre 2,50 % au niveau national. La liste de Debout La France réalise un score de 5,30 % des votes, contre 3,51 % au niveau national. La liste de la France Insoumise fait un score de 5,07 % des suffrages, contre 6,13 % au niveau national. Les autres listes réalisent des scores inférieurs à 5 %.

### Liste des maires
| Période                                  | Période  | Identité          | Étiquette | Qualité                                              |
| ---------------------------------------- | -------- | ----------------- | --------- | ---------------------------------------------------- |
| Les données manquantes sont à compléter. |          |                   |           |                                                      |
| avant 1981                               |          | Marcel Amédro     | PS        |                                                      |
|                                          |          |                   |           |                                                      |
| 2001                                     | 2014     | Max Levesque      | DVD       |                                                      |
| 2014,                                    | En cours | Patrick Pelletier | SE        | Cadre (secteur privé) Réélu pour le mandat 2020-2026 |

## Démographie
L'évolution du nombre d'habitants est connue à travers les recensements de la population effectués dans la commune depuis 1793. Pour les communes de moins de 10 000 habitants, une enquête de recensement portant sur toute la population est réalisée tous les cinq ans, les populations de référence des années intermédiaires étant quant à elles estimées par interpolation ou extrapolation. Pour la commune, le premier recensement exhaustif entrant dans le cadre du nouveau dispositif a été réalisé en 2005.

En 2022, la commune comptait 1 109 habitants, en évolution de −3,48 % par rapport à 2016 (Val-d'Oise : +4 %, France hors Mayotte : +2,11 %).
| 1793 | 1800 | 1806 | 1821 | 1831 | 1836 | 1841 | 1846 | 1851 |
| ---- | ---- | ---- | ---- | ---- | ---- | ---- | ---- | ---- |
| 211  | 216  | 198  | 175  | 188  | 312  | 301  | 334  | 346  |

| 1856 | 1861 | 1866 | 1872 | 1876 | 1881 | 1886 | 1891 | 1896 |
| ---- | ---- | ---- | ---- | ---- | ---- | ---- | ---- | ---- |
| 349  | 317  | 345  | 327  | 349  | 345  | 336  | 353  | 368  |

| 1901 | 1906 | 1911 | 1921 | 1926 | 1931 | 1936 | 1946 | 1954 |
| ---- | ---- | ---- | ---- | ---- | ---- | ---- | ---- | ---- |
| 387  | 396  | 386  | 406  | 419  | 373  | 379  | 347  | 410  |

| 1962 | 1968 | 1975 | 1982 | 1990 | 1999 | 2005 | 2006 | 2010 |
| ---- | ---- | ---- | ---- | ---- | ---- | ---- | ---- | ---- |
| 428  | 427  | 505  | 807  | 900  | 957  | 949  | 941  | 943  |

| 2015  | 2020  | 2022  | - | - | - | - | - | - |
| ----- | ----- | ----- | - | - | - | - | - | - |
| 1 140 | 1 105 | 1 109 | - | - | - | - | - | - |

## Culture locale et patrimoine

### Lieux et monuments

#### Monuments historiques
Ableiges compte deux monuments historiques sur son territoire.
- Église Saint-Martin, rue Gilles-de-Maupeou (chœur et clocher classés monument historique par arrêté du 23 décembre 1931[40]).

Elle remplace probablement un premier édifice attesté en 1071. L'église actuelle se caractérise par un chœur-halle rectangulaire de six travées, réparties sur trois vaisseaux, et se terminant par un chevet plat. Cet ensemble paraît assez homogène à la première vue, mais l'on peut distinguer trois campagnes de construction distinctes en regardant de près la sculpture des chapiteaux, qui est d'un bon niveau, et les voûtes. Le vaisseau central avec le clocher encore d'allure romane et les arcs-doubleaux vers les croisillons constituent la partie la plus ancienne, et semble dater des années 1160/1170. À l'intérieur, l'architecture évoque la première période gothique. Le collatéral sud est un peu plus récent, et le collatéral nord remonte seulement aux années 1220, comme l'indiquent notamment une clé de voûte, l'arc formeret au nord de la chapelle de la Vierge, et certains chapiteaux. Il y a des indices qu'une nef au moins partiellement voûtée d'ogives et flanquée d'un bas-côté au nord a existé avant la construction de la nef actuelle, dont notamment des colonnettes sans fonction de part et d'autre de l'arc triomphal, dont les chapiteaux ont été en partie refaits, et une arcade à l'ouest du croisillon nord, qui a été refaite avant d'être bouchée. La nef actuelle et le porche datent probablement du XVIIIe siècle, et sont dénués de caractère,.
- Église Notre-Dame-de-l'Assomption de La Villeneuve-Saint-Martin, rue de l'Église (inscrite monument historique par arrêté du 20 novembre 1931[43].

C'est un édifice de petites dimensions, qui ne comportait à l'origine qu'une nef de deux travées, un transept et un chœur d'une seule travée, se terminant par un chevet à pans coupés. Il fut bâti entre 1210 et 1230 environ dans le style gothique, mais les voûtes de la nef ne furent ajoutées qu'une génération plus tard, et l'étage de beffroi du clocher n'a peut-être jamais été exécuté. À une époque indéterminée, un bas-côté a été adjoint à la nef du côté nord. Il n'existe plus à ce jour, de même que le croisillon sud du transept, remplacé par la sacristie, et les voûtes de la nef et du croisillon nord. En effet, la suppression de la paroisse dès le début du XIXe siècle et le rattachement du village de La Villeneuve à la commune d'Ableiges en 1843 entraînent un manque d'entretien, auquel l'inscription au titre des monuments historiques ne remédie pas. Proche de la ruine, l'église bénéficie finalement d'une restauration intégrale en 1988, et se présente aujourd'hui dans un excellent état. À l'intérieur, la croisée du transept et le chœur se signalent par une architecture de qualité, que la simplicité des abords ne permet pas de soupçonner,.

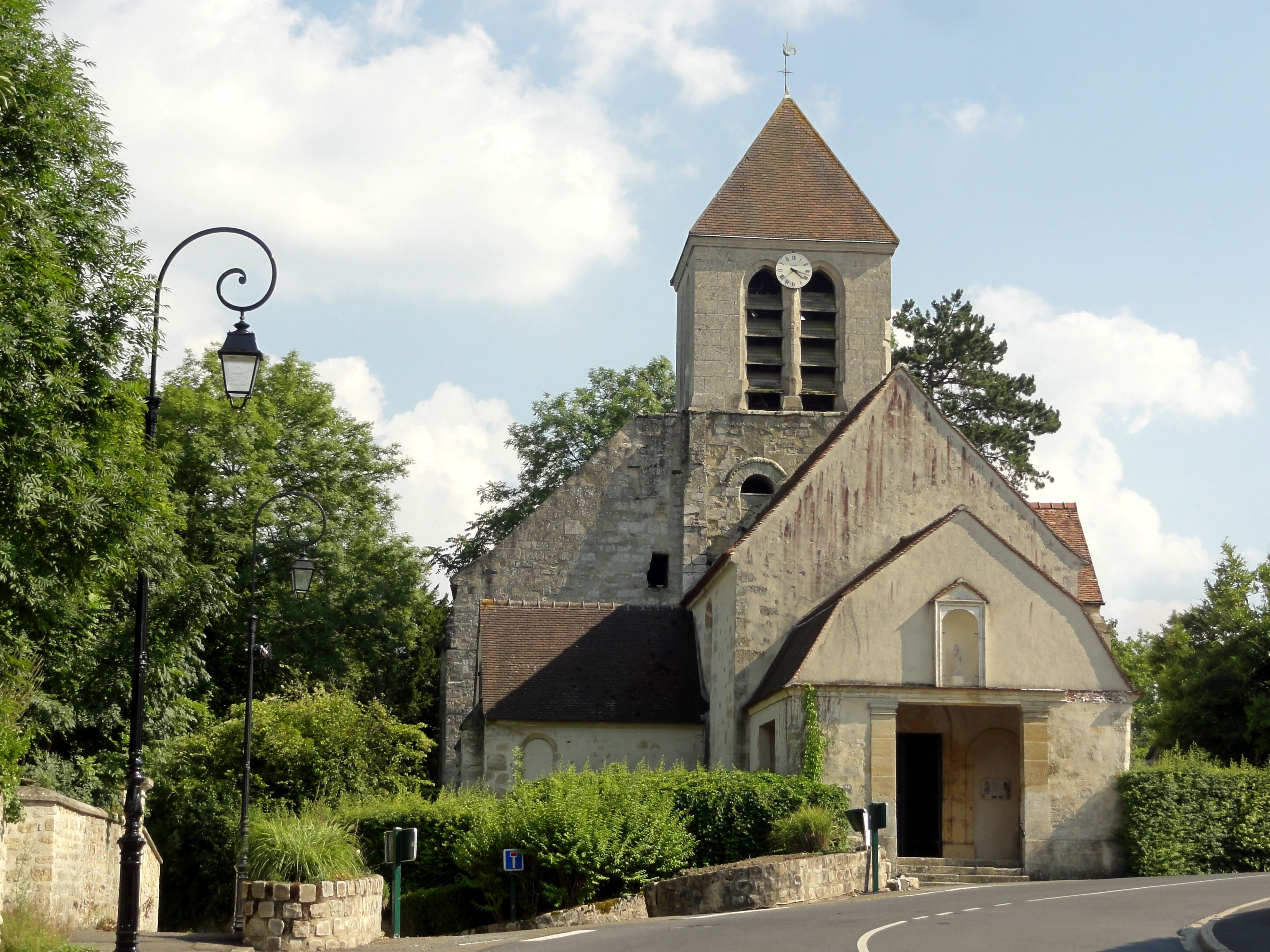
Église Saint-Martin.
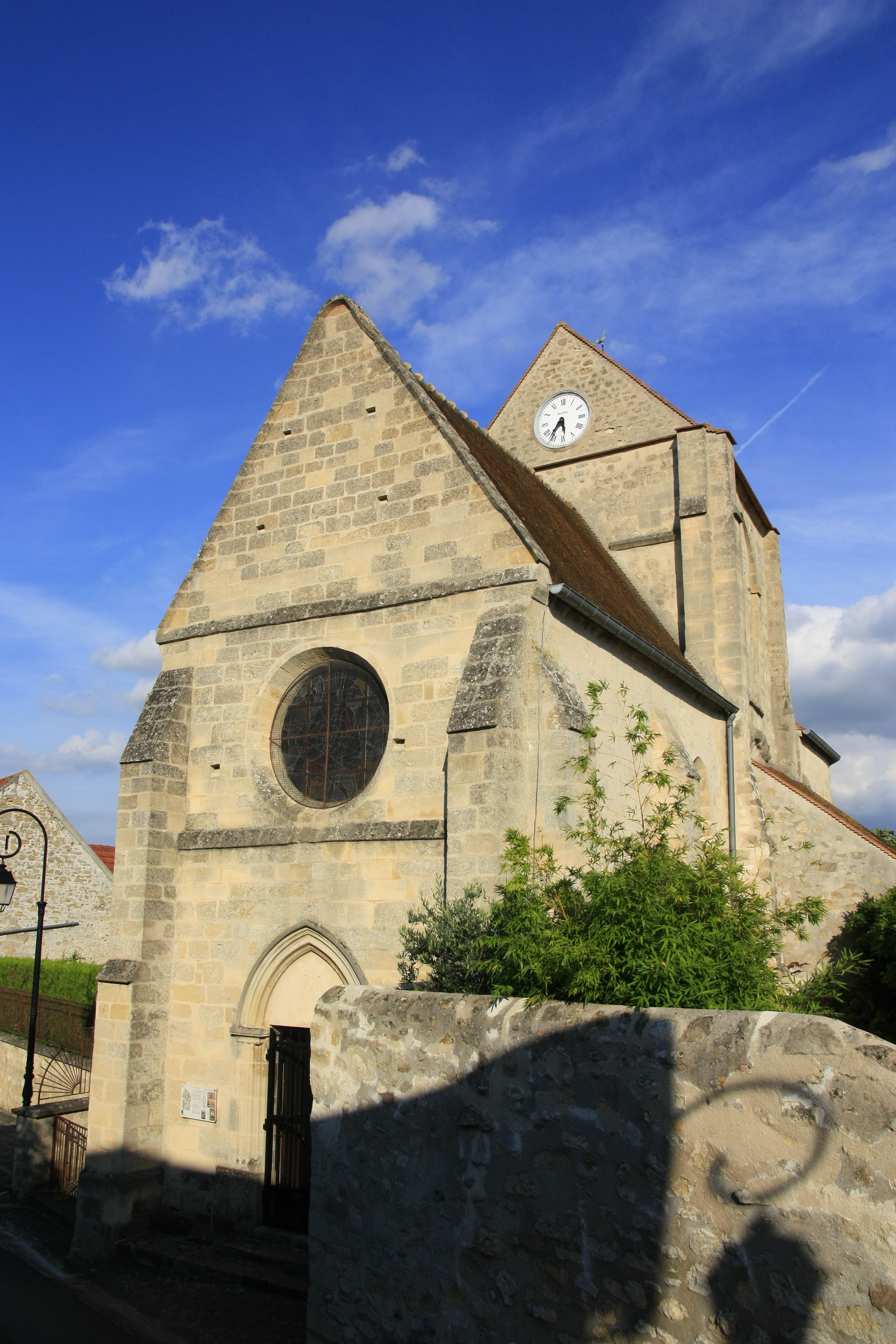
Église Notre-Dame.
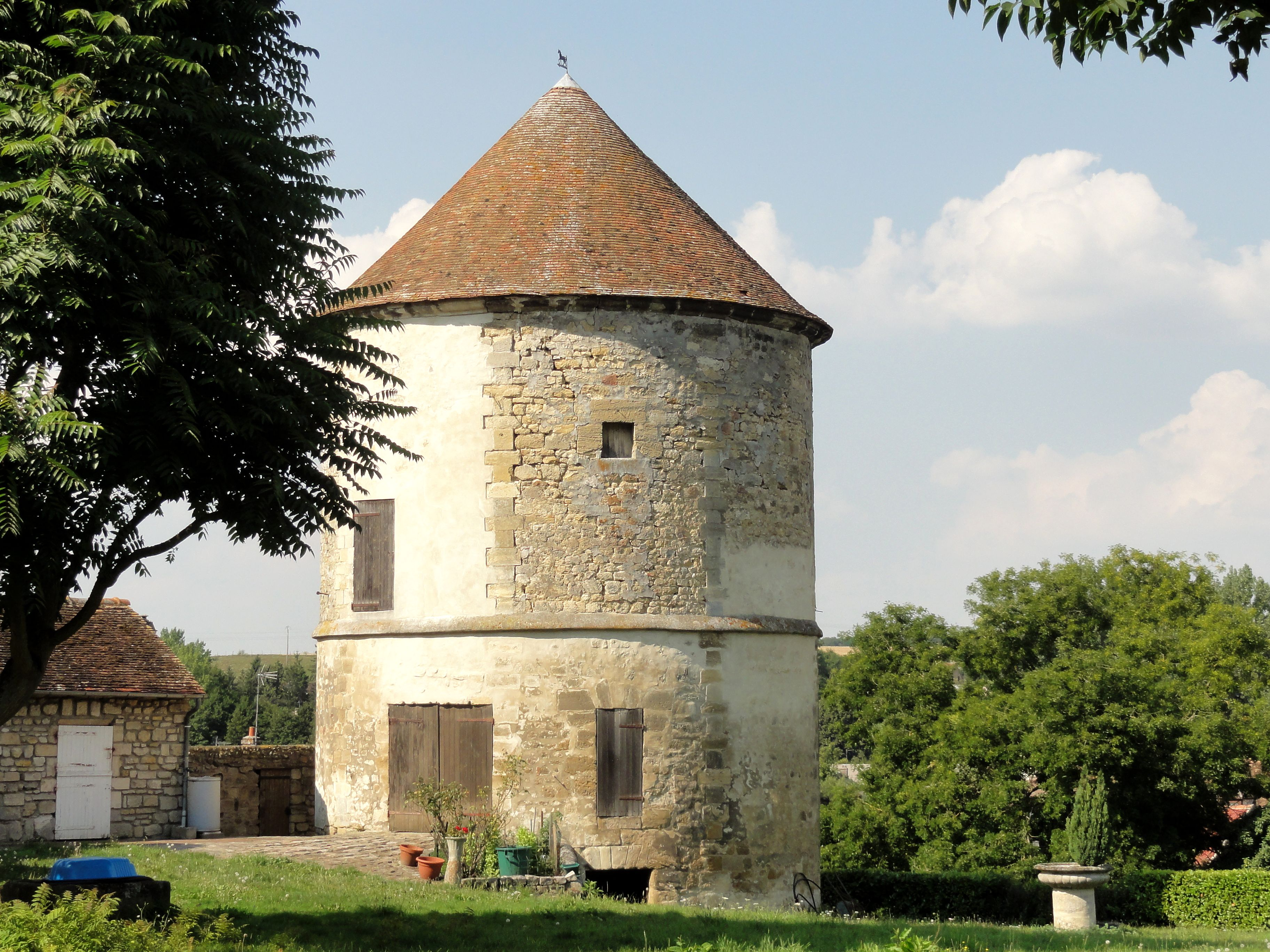
Colombier.
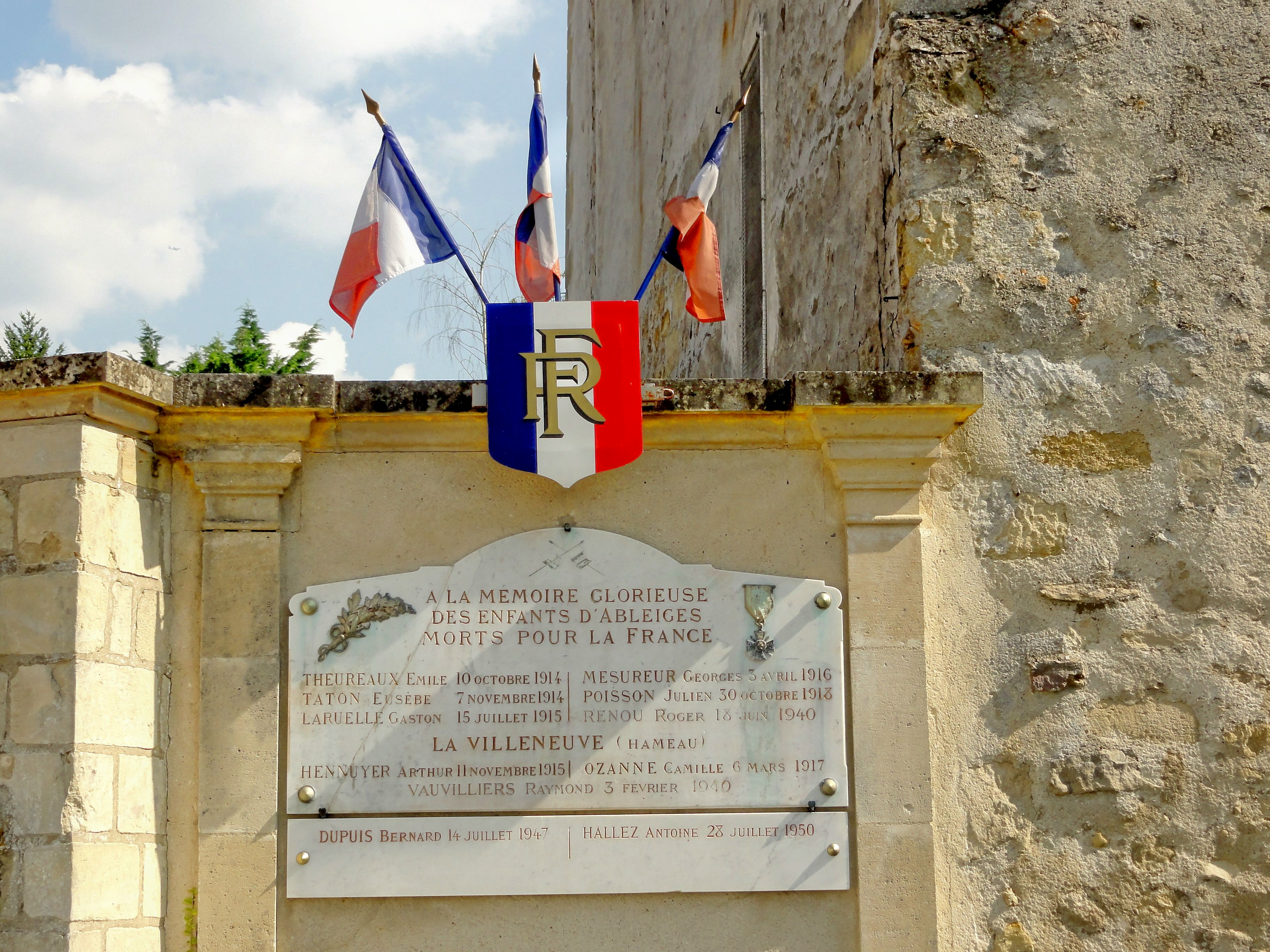
Monument aux morts.

#### Autres éléments du patrimoine
- Colombier de la ferme du château.

De cette ancienne ferme seigneuriale subsistent des bâtiments dont certaines parties datent du XVe siècle, le colombier fut restauré au XVIIe siècle. Il est de forme cylindrique et comporte deux niveaux, séparés par un larmier. Les murs sont en moellons, avec des chaînages en pierre de taille. Depuis longtemps désaffecté, le colombier a été reconverti en habitation, ce qui a entraîné le percement d'ouvertures supplémentaires.
- Vestiges du château.

Le château et la ferme seigneuriale figurent dans l'aveu du 11 avril 1399 rendu au roi par Amaury d'Orgemont : « un manoir et jardin ainsy comme il se comporte, assiz en lad. ville, excepté deux granches (granges), le coulombier et une estable, qui sont tenuz du prioré de Vesquemont (Evecquemont) ». Le fief d'Ableiges devient en 1614 la seigneurie des Maupeou qui y exercent la haute, moyenne et basse justice. Il est érigé en châtellenie en 1671, puis en comté en 1691. Le château du XIVe siècle fut acheté en 1614 par Gilles de Maupeou. En 1789, un portail monumental, encadré du logement du receveur et de la prison, avec fossés, donnait accès à une cour d'honneur. Au fond, le château développait sa façade flanquée de deux pavillons en saillie. Il était entouré de vastes jardins avec parterres, terrasses, bosquets, potager, orangerie et dépendances ; il possédait en face un grand parc. Il fut à la Révolution démantelé par la bande noire, puis finalement démoli au début du XIXe siècle. Il n'en subsiste qu'un pan de mur, ainsi que deux caves voûtées en berceau : une sous le grand salon et l'autre sous la salle à manger. Dans l'une d'elles, un escalier mène à une salle voûtée en arêtes sur pilier carré. Par ailleurs, le musée Tavet-Delacour de Pontoise conserve sept toiles peintes à la colle (XVIIIe siècle) qui ont décoré le château des Maupeou.
- Lavoir, RD 28.

Il est aménagé dans le mur de clôture d'une propriété privée et s'ouvre sur un bras de la Viosne.
- Le golf, longé au nord-est par la Viosne, petite rivière qui alimente l`étang des Aulnes.

### Ableiges au cinéma et à la télévision
Le 26 et 27 septembre 2012, plusieurs scènes du film « La Grande Boucle » (film sur le Tour de France avec Clovis Cornillac, Laurent Jalabert et Bernard Hinault) ont été tournées sur la RD 190 (route de Cormeilles-en-Vexin), sur la RD 92 (route de Montgeroult) et vers la place de la Mairie (RD 28).

### Personnalités liées à la commune
- Jacques d'Ableiges (vers 1350-1402), jurisconsulte français, auteur du Grand Coutumier de France.
- Gilles Ier de Maupeou (1553-1641), contrôleur général des finances sous Henri IV et Louis XIII, seigneur d'Ableiges.
- Nicolas Pierre Antoine Delacour (1738-1809), homme politique né à Ableiges, député du tiers état aux États généraux de 1789.

### Héraldique
| Blason de Ableiges | Blason  | D'argent au porc-épic de sable, au chef d'azur chargé de trois étoiles d'or. |
| Blason de Ableiges | Détails | Il s'agit des armoiries anciennes des Maupeou, famille seigneuriale du lieu depuis Gilles Ier, anobli en 1587, premier seigneur laïc d'Ableiges en 1614, succédant à l'abbaye de Saint-Denis qui détenait la seigneurie depuis 1071,. |